# Bundestagswahlkreis Heidelberg
Der Bundestagswahlkreis Heidelberg (2005: Wahlkreis 275, seit 2009: Wahlkreis 274) ist ein Wahlkreis in Baden-Württemberg.
Seit der Bundestagswahl 2025 gibt es aufgrund einer Wahlrechtsreform 2023 keinen direkt gewählten Abgeordneten für diesen Wahlkreis. Die Mehrheit der Erststimmen erzielte Alexander Föhr (CDU). Mit Franziska Brantner (Bündnis 90/Die Grünen), Malte Kaufmann (AfD) und Sahra Mirow (Die Linke) sind drei Wahlkreisbewerber über ein Listenmandat im 21. Deutschen Bundestag vertreten.

## Wahlkreis
Der Wahlkreis umfasst den Stadtkreis Heidelberg sowie die Gemeinden Dossenheim, Edingen-Neckarhausen, Eppelheim, Heddesheim, Hemsbach, Hirschberg an der Bergstraße, Ilvesheim, Ladenburg, Laudenbach, Schriesheim und Weinheim aus dem Rhein-Neckar-Kreis.

## Wahlkreisgeschichte
| Wahl      | Wahlkreisname        | Gebiet |
| --------- | -------------------- | --- |
| 1949      | 3 Heidelberg         | Stadt Heidelberg, Landkreis Heidelberg |
| 1953–1961 | 177 Heidelberg       | Stadt Heidelberg, Landkreis Heidelberg |
| 1965–1972 | 181 Heidelberg-Stadt | Stadt Heidelberg, vom Landkreis Heidelberg die Gemeinde Eppelheim, vom Landkreis Mannheim die Gemeinden Altlußheim, Brühl, Hockenheim, Ketsch, Neulußheim, Oftersheim, Plankstadt, Reilingen und Schwetzingen      |
| 1976      | 181 Heidelberg-Stadt | Stadt Heidelberg, vom Rhein-Neckar-Kreis die Gemeinden Altlußheim, Brühl, Dossenheim, Eppelheim, Hockenheim, Ketsch, Neulußheim, Oftersheim, Plankstadt, Reilingen und Schwetzingen                                |
| 1980–1998 | 178 Heidelberg       | Stadt Heidelberg, vom Rhein-Neckar-Kreis die Gemeinden Altlußheim, Brühl, Dossenheim, Eppelheim, Hockenheim, Ketsch, Neulußheim, Oftersheim, Plankstadt, Reilingen und Schwetzingen                                |
| 2002–2005 | 275 Heidelberg       | Stadt Heidelberg, vom Rhein-Neckar-Kreis die Gemeinden Dossenheim, Edingen-Neckarhausen, Eppelheim, Heddesheim, Hemsbach, Hirschberg an der Bergstraße, Ilvesheim, Ladenburg, Laudenbach, Schriesheim und Weinheim |
| seit 2009 | 274 Heidelberg       | Stadt Heidelberg, vom Rhein-Neckar-Kreis die Gemeinden Dossenheim, Edingen-Neckarhausen, Eppelheim, Heddesheim, Hemsbach, Hirschberg an der Bergstraße, Ilvesheim, Ladenburg, Laudenbach, Schriesheim und Weinheim |

## Wahlkreisabgeordnete
| Wahl | Abgeordneter                           | Abgeordneter                           | Partei                                 | Stimmen in %                           |
| ---- | -------------------------------------- | -------------------------------------- | -------------------------------------- | -------------------------------------- |
| 1949 |                                        | Eduard Wahl                            | CDU                                    | 36,7                                   |
| 1953 | 48,3                                   | Eduard Wahl                            | CDU                                    |                                        |
| 1957 | 52,6                                   | Eduard Wahl                            | CDU                                    |                                        |
| 1961 | 45,4                                   | Eduard Wahl                            | CDU                                    |                                        |
| 1965 | 47,3                                   | Eduard Wahl                            | CDU                                    |                                        |
| 1969 |                                        | Alex Möller                            | SPD                                    | 45,8                                   |
| 1972 | 49,6                                   | Alex Möller                            | SPD                                    |                                        |
| 1976 |                                        | Karl Weber                             | CDU                                    | 48,4                                   |
| 1980 |                                        | Hartmut Soell                          | SPD                                    | 44,9                                   |
| 1983 |                                        | Udo Ehrbar                             | CDU                                    | 48,9                                   |
| 1987 | 43,9                                   | Udo Ehrbar                             | CDU                                    |                                        |
| 1990 | 42,8                                   | Udo Ehrbar                             | CDU                                    |                                        |
| 1994 |                                        | Karl A. Lamers                         | CDU                                    | 43,2                                   |
| 1998 |                                        | Lothar Binding                         | SPD                                    | 44,5                                   |
| 2002 | 42,9                                   | Lothar Binding                         | SPD                                    |                                        |
| 2005 |                                        | Karl A. Lamers                         | CDU                                    | 38,7                                   |
| 2009 | 36,1                                   | Karl A. Lamers                         | CDU                                    |                                        |
| 2013 | 40,9                                   | Karl A. Lamers                         | CDU                                    |                                        |
| 2017 | 32,7                                   | Karl A. Lamers                         | CDU                                    |                                        |
| 2021 |                                        | Franziska Brantner                     | GRÜNE                                  | 30,2                                   |
| 2025 | kein – ungenügende Zweitstimmendeckung | kein – ungenügende Zweitstimmendeckung | kein – ungenügende Zweitstimmendeckung | kein – ungenügende Zweitstimmendeckung |

## Wahlergebnisse

### Bundestagswahl 2025
| Kandidaten                                                                      | Kandidaten                 | Parteien/Listen     | Erststimmen | Erststimmen | Zweitstimmen | Zweitstimmen |
| Kandidaten                                                                      | Kandidaten                 | Parteien/Listen     | Stimmen     | %           | Stimmen      | %            |
| ------------------------------------------------------------------------------- | -------------------------- | ------------------- | ----------- | ----------- | ------------ | ------------ |
|                                                                                 | Alexander Paul Föhr        | CDU                 | 54.060      | 29,2        | 48.787       | 26,3         |
|                                                                                 | Tim Tugendhat              | SPD                 | 29.464      | 15,9        | 31.556       | 17,0         |
|                                                                                 | Franziska Brantner         | GRÜNE               | 51.423      | 27,7        | 40.599       | 21,9         |
|                                                                                 | Dennis Nusser              | FDP                 | 6.767       | 3,7         | 10.535       | 5,7          |
|                                                                                 | Malte Kaufmann             | AfD                 | 22.182      | 12,0        | 22.414       | 12,1         |
|                                                                                 | Sahra Mirow                | LINKE               | 13.225      | 7,1         | 18.830       | 10,1         |
|                                                                                 | –                          | dieBasis            | –           | –           | 318          | 0,2          |
|                                                                                 | Julian Scharbert           | FREIE WÄHLER        | 2.566       | 1,4         | 1.377        | 0,7          |
|                                                                                 | –                          | Tierschutzpartei    | –           | –           | 1.323        | 0,7          |
|                                                                                 | Julia Burmeister           | Die PARTEI          | 2.271       | 1,2         | 913          | 0,5          |
|                                                                                 | Maximilian Saßerath        | Volt                | 3.251       | 1,8         | 2.100        | 1,1          |
|                                                                                 | –                          | ÖDP                 | –           | –           | 221          | 0,1          |
|                                                                                 | –                          | Bündnis C           | –           | –           | 171          | 0,1          |
|                                                                                 | Bernhard Alfons Schweigert | MLPD                | 175         | 0,1         | 52           | 0,0          |
|                                                                                 | –                          | BÜNDNIS DEUTSCHLAND | –           | –           | 157          | 0,1          |
|                                                                                 | –                          | BSW                 | –           | –           | 6.388        | 3,4          |
| Gesamt                                                                          | Gesamt                     | Gesamt              | 185.384     | 100         | 185.741      | 100          |
|                                                                                 |                            |                     |             |             |              |              |
| Ungültige Stimmen                                                               | Ungültige Stimmen          | Ungültige Stimmen   | 1.156       | 0,6         | 799          | 0,4          |
| Wähler                                                                          | Wähler                     | Wähler              | 186.540     | 85,5        | 186.540      | 85,5         |
| Wahlberechtigte                                                                 | Wahlberechtigte            | Wahlberechtigte     | 218.284     |             | 218.284      |              |
|                                                                                 |                            |                     |             |             |              |              |
| Anmerkung: kein Kandidat hat ein Direktmandat bekommen (siehe Wahlrechtsreform) |                            |                     |             |             |              |              |
|                                                                                 |                            |                     |             |             |              |              |
| Quellen: Die Bundeswahlleiterin, Kandidaten – Stimmen                           |                            |                     |             |             |              |              |

### Bundestagswahl 2021
Zur Bundestagswahl 2021 traten folgende Kandidaten an:
| Direktkandidat             | Partei               | Erststimmen in % | Zweitstimmen in % |
| -------------------------- | -------------------- | ---------------- | ----------------- |
| Alexander Föhr             | CDU                  | 24,1             | 20,8              |
| Elisabeth Krämer           | SPD                  | 20,2             | 22,8              |
| Franziska Brantner         | GRÜNE                | 30,2             | 25,6              |
| Dennis Nusser              | FDP                  | 9,0              | 13,1              |
| Malte Kaufmann             | AfD                  | 6,1              | 6,1               |
| Zara Kızıltaş              | DIE LINKE            | 4,0              | 4,9               |
| —                          | Tierschutzpartei     | —                | 1,0               |
| Franziskus Maria Schmitz   | Die PARTEI           | 1,2              | 0,8               |
| Daniel Brenzel             | FREIE WÄHLER         | 1,6              | 1,1               |
| —                          | PIRATEN              | —                | 0,3               |
| —                          | ÖDP                  | —                | 0,2               |
| —                          | NPD                  | —                | 0,1               |
| —                          | DiB                  | —                | 0,1               |
| Bernhard Alfons Schweigert | MLPD                 | 0,1              | 0,0               |
| —                          | DKP                  | —                | 0,0               |
| Ulrich Becker              | dieBasis             | 1,7              | 1,4               |
| —                          | Bündnis C            | —                | 0,1               |
| —                          | BÜRGERBEWEGUNG       | —                | 0,1               |
| —                          | BÜNDNIS21            | —                | 0,0               |
| —                          | LKR                  | —                | 0,0               |
| Wasilios Vlachopoulos      | Die Humanisten       | 0,3              | 0,2               |
| —                          | Gesundheitsforschung | —                | 0,1               |
| —                          | Team Todenhöfer      | —                | 0,4               |
| Verena Arabella Willaredt  | Volt                 | 1,0              | 0,7               |
| Friederike Benjes          | KlimalisteBW         | 0,6              | —                 |

### Bundestagswahl 2017
Als Direktkandidaten für die Bundestagswahl 2017 wurden aufgestellt:
| Direktkandidat      | Partei                | Erststimmen in % | Zweitstimmen in % |
| ------------------- | --------------------- | ---------------- | ----------------- |
| Karl A. Lamers      | CDU                   | 32,7             | 29,9              |
| Lothar Binding      | SPD                   | 26,0             | 18,4              |
| Franziska Brantner  | Bündnis 90/Die Grünen | 16,7             | 17,1              |
| Dennis Nusser       | FDP                   | 6,6              | 12,7              |
| Sahra Mirow         | Die Linke             | 6,1              | 8,3               |
| Malte Kaufmann      | AfD                   | 8,9              | 9,5               |
| Bernhard Barutta    | Freie Wähler          | 1,0              | 0,6               |
| Alexander Schestag  | Piraten               | 0,7              | 0,4               |
| Bernhard Schweigert | MLPD                  | 0,1              | 0,0               |
| Björn Leuzinger     | Die PARTEI            | 1,2              | 1,0               |

### Bundestagswahl 2013
Bei der Bundestagswahl 2013 waren 215.996 Einwohner wahlberechtigt. Die Wahl hatte folgendes Ergebnis:
| Direktkandidat       | Partei                | Erststimmen in % | Zweitstimmen in % |
| -------------------- | --------------------- | ---------------- | ----------------- |
| Karl A. Lamers       | CDU                   | 40,9             | 37,5              |
| Lothar Binding       | SPD                   | 30,6             | 23,4              |
| Dirk Niebel          | FDP                   | 3,1              | 7,0               |
| Franziska Brantner   | Bündnis 90/Die Grünen | 12,3             | 14,8              |
| Sahra Mirow          | Die Linke             | 4,1              | 5,7               |
| Kay-Olaf Ballerstädt | FREIE WÄHLER          | 0,5              | 0,5               |
| Stevan Cirkovic      | PIRATEN               | 2,1              | 2,8               |
| Martin Weinmann      | ÖDP                   | 0,4              | 0,2               |
| Jan Jaeschke         | NPD                   | 0,7              | 0,7               |
| Jens Zeller          | AfD                   | 4,9              | 6,1               |
| Andrej Kilian        | Die PARTEI            | 0,4              | -                 |
| -                    | Sonstige              | -                | 1,5               |

### Bundestagswahl 2009
Die Bundestagswahl 2009 mit 211.807 Wahlberechtigten hatte folgendes Ergebnis:
| Direktkandidat  | Partei                | Erststimmen in % | Zweitstimmen in % | Bundestagswahl 2005 Zweitstimmen in % |
| --------------- | --------------------- | ---------------- | ----------------- | ------------------------------------- |
| Karl A. Lamers  | CDU                   | 36,1             | 30,1              | 33,5                                  |
| Lothar Binding  | SPD                   | 29,7             | 22,0              | 31,7                                  |
| Fritz Kuhn      | Bündnis 90/Die Grünen | 15,6             | 17,6              | 15,2                                  |
| Dirk Niebel     | FDP                   | 12,0             | 17,7              | 12,5                                  |
| –               | REP                   | –                | 0,4               | 0,5                                   |
| Carsten Labudda | Die Linke             | 5,6              | 7,3               | 4,3                                   |
| –               | PBC                   | –                | 0,2               | 0,2                                   |
| Jan Jaeschke    | NPD                   | 1,0              | 0,8               | 1,0                                   |
| –               | PIRATEN               | –                | 2,1               | -                                     |
| –               | BüSo                  | –                | 0,0               | 0,1                                   |
| –               | ödp                   | –                | 0,2               | –                                     |
| –               | MLPD                  | –                | 0,0               | 0,1                                   |
| –               | DIE VIOLETTEN         | –                | 0,2               | -                                     |
| –               | Die Tierschutzpartei  | –                | 0,6               | -                                     |